# Ếch tên lửa rừng nhiệt đới
Ếch tên lửa rừng nhiệt đới (tên khoa học Silverstoneia flotator, trước đây là Colostethus flotator) là một loài ếch được tìm thấy trong vùng đất thấp ẩm của Costa Rica và Panama. Nói chung là rất phổ biến và do đó được coi là ít quan tâm theo IUCN.